# Hampton (Nueva York)
Hampton es un pueblo ubicado en el condado de Washington en el estado estadounidense de Nueva York. En el año 2000 tenía una población de 871 habitantes y una densidad poblacional de 15 personas por km².

## Geografía
Hampton se encuentra ubicado en las coordenadas 43°33′6″N 73°17′32″O / 43.55167, -73.29222.

## Demografía
Según la Oficina del Censo en 2000 los ingresos medios por hogar en la localidad eran de $39,444, y los ingresos medios por familia eran $46,250. Los hombres tenían unos ingresos medios de $29,107 frente a los $23,750 para las mujeres. La renta per cápita para la localidad era de $17,433. Alrededor del 7.1% de la población estaban por debajo del umbral de pobreza.